# عنزة (قبيلة)
قبيلة عنزة هي قبيلة عربية عدنانية مسكنها نجد وشمال الحجاز وبادية الشام والعراق والكويت وشمال الجزيرة العربية، ومن هناك انتشرت إلى غيرها من المناطق، منها ليبيا والأهواز وسيناء وتركيا. وتُعدّ عنزة من أكبر القبائل في الخليج والشام.

## نسب قبيلة عنزة
يعود نسب القبيلة إلى عنزة بن أسد بن ربيعة بن نزار بن معد بن عدنان.

## عنزة في الحجاز
تعد قبيلة عنزة أكثر القبائل المعاصرة بالحجاز، وأقدمها نزولا في المنطقة وفقا لما جاء في المصادر التاريخية التي سبقت الإشارة في الكلام عن الحجاز وتحديداً بخيبر في العصر العباسي.

## عنزة في نجد
كانت بعض قبائل عنزة تتواجد ب نجد وتحديداً غرب حائل، الا ان أحداث الجوع والقحط والجفاف الذي حدث في نجد أجبر الكثير منهم إلى الهجرة شمال الجزيرة العربية.

## عنزة في الشام والعراق
في القرن الثامن عشر الميلادي، كانت عنزة تتسيد مدن الواحات في سوريا والعراق. ورغم أنهم لم يكونوا مزارعين، إلا أنهم قاموا بجباية المحاصيل من السكان، بينما كانوا يهاجرون شمالًا إلى جنوب تركيا في أشهر الصيف، إذ كانوا يجمعون الجزية من سكان المنطقة. وكانت تُعرف الجزية آنذاك باسم أخوة (الأخوة)، وفي المقابل تعهد رجال القبيلة بحماية المزارعين من القبائل الأخرى. وانتشرت عشائر القبيلة الأخرى شمالًا عبر سهوب الأردن وشرقًا حتى الفرات.
كان تحديد الاستيطان لأفراد القبائل البدوية في البلدات والقرى المجاورة عملية مستمرة دائمًا في المنطقة. إذ لا توجد العائلات المستقرة في من عنزة في سوريا فقط، والتي يوجد بها أكبر عدد، وإنما توجد أيضًا في لبنان والأردن الأحواز (إيران) والضفة الغربية، إذ سُميت قرية عنزة بالقرب من جنين في فلسطين.
وفي القرن التاسع عشر، زار القبيلة في معقلهم في الشام كلّاً من الرحالة السويسري يوهان لودفيك بركهارت والرحالة البريطاني تشارلز داوتي وجمعا من القبيلة تفاصيل كثيرة عن حياة البدو.

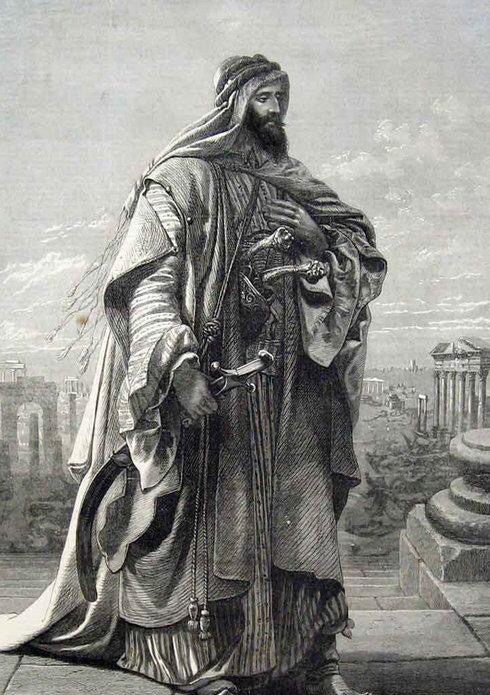
مجول المصرب العنزي (1828 - 1887)

ومن أشهر القصص التي حدثت في بادية عنزة، كانت قصة الشيخ مجول المصرب العنزي الذي ارتبط بالليدي جين ديغبي، وهي سيدة إنجليزية ارستقراطية من نورفولك وكان جدها إيرل بريستول، وكانت متزوجة ثلاثة من نبلاء أوروبا، أولهم الملك لودفيج الأول ملك بافاريا ابن الملك أوتو اليوناني، ثم السياسي النمساوي فليكس شوارزنبرغ، ثم جنرال ألباني.
وبدأت القصة حين زارت جين ديغبي الشام، في وقت كانت عشيرة المصرب مسيطرة على طريق البادية من حمص ودمشق إلى تدمر التي كانت مقصداً للسياح الأجانب فتتكفل هذه العشيرة بإيصالهم وإرجاعهم بأمان بمقابل مادي فرافقها في رحلتها الشيخ (مجول المصرب) بقافلة من البدو، وفي الطريق وعند وصول القافلة إلى موقع يسمى وادي المنصف قرب بلدة أرك، داهم القافلة غزو من العربان فخافت السيدة خوفاً شديداً وأخذت بالصراخ والاستغاثة، طمأن مجول النبيلة الإنجليزية وأخبرها أنها في مأمن ما دام هو في ركابها ودهشت لما أبداه من ضروب الشجاعة، وبدأت قصة حب بينهما فتزوجا رغم أنه يصغرها بعشرين سنة.
أقامت جين دغبي مع زوجها في نواحي البادية في صحراء تدمر فترة من الزمن امتدت إلى خمس عشرة سنة عاشت خلالها حياة ربما كانت تتوق إليها عوضاً عن حياة القصور الفارهة في أوروبا التي لم تشعرها بالسعادة لقد وجدت سعادتها بين العرب في احترام زوجها وطاعته وفي ارتداء الثياب البدوية وفي المشي حافية القدمين وفي حلب الناقة وجلب الحطب وخض الحليب وقضت وقتها في مداواة المرضى والعناية بالخيل وإرشاد النساء فحازت إعجاب البدو ولكن كان أشد ما لفت أنظارهم إليها جمالها وبياض بشرتها حتى سموها (أم اللبن) ثم (الموضي)، ولم تقم هذه (الموضي) خلال هذه الفترة بزيارة بلدها إلا مرة واحدة عام 1256 م ولم تكررها إلى وفاتها.

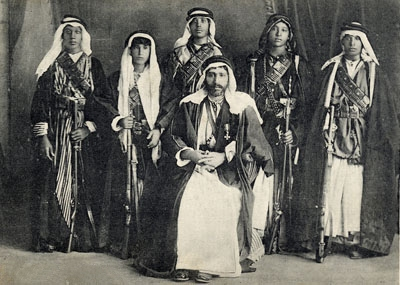
بطاقة بريدية للأمير مجحم بن مهيد، زعيم قبيلة عنزة في بادية حلب مع أبنائه، بعد أن تم تقليده وسام جوقة الشرف في 20 سبتمبر 1920 من قبل الجنرال الفرنسي غورو

أما في جنوب الشام فقد إمتدت مضارب الرولة من الأردن إلى سوريا، وأصبحت كبيرة وقوية لدرجة أنها تطورت عمليًا إلى قبيلة مستقلة. وإنخرطت قبيلة الرولة في معركة مع عشائر أخرى، وأصبحت أيضًا العدو اللدود لقبيلة شمر الكبيرة التي كانت تقطن ذات المضارب تقريبًا بين العراق وسوريا، وهيمنت شمر على شمال شبه الجزيرة العربية في أواخر القرن التاسع عشر بعد سقوط دولة آل سعود الثانية.
وقد رويت ملحمة شعرية في القرن التاسع عشر تحكي قصة التنافس بين اثنين من الأبطال من شمر وعنزة، وكانت الرولة من بين القبائل التي شاركت في «الثورة العربية» ضد العثمانيين في عام 1916. وتمركزت عشائر عنزة الأخرى في صحراء العراق.
بين عامي 1916-1921 شهدت مدينة الرقة وعموم الجزيرة السورية صراعاً شرساً على الحُكم، تداخلت فيه الطبقات السياسية والاقتصادية والمجتمعية المحلية مع نظيرتها «الوطنية» والدولية.
وكتهيئة للأجواء المحلية السورية، كان الفرنسيون قد عقدوا بعض التوافقات مع السُكان المحليين، من أهمها اتفاقيات التعاون مع زُعماء لأفخاذٍ من قبيلة عنزة، بفرعيها الجنوبي والشمالي.
اتفقت القوات الفرنسية مع الأمير نوري الشعلان، أحد زُعماء الأفخاذ الجنوبية للقبلية. وشاركت قوات الشعلان الجيش الفرنسي في هجومه على الجيش السوري الوطني أثناء موقعة ميسلون الشهيرة في 7 آب 1920. وحين تقهقر الجيش الوطني، سلبوا أفراده سلاحهم ومتاعهم. وبعد دخول غورو دمشق «دخول الفاتحين»، تتقدمه «كوكبة من فرسان الأمير نوري الشعلان»، كافأه غورو على ذلك بمليون ونصف مليون فرنك فرنسي، وهو ما كان يساوي قرابة 32 ألف جنيه إسترليني، كذلك منحه ضمان المنطقة المحيطة بدمشق أمنياً، مقابل غض النظر عن جبايته الضرائب على البضائع في نقطة سيطرته في منطقة عدرا قرب دمشق.
جنوباً كان مجحم بن مهيد زعيم فرع الفدعان من عشيرة العنزة، نظير نوري الشعلان، قد أنهى كل اتصالاته وأبرم اتفاقه مع الفرنسيين منذ تموز (يوليو) 1919، بتعهده الدفاع عن الانتداب الفرنسي أمام لجنة كينغ - كراين، ومساعدة القوات الفرنسية على احتلال كل الشمال السوري، بما في ذلك مدينة حلب، مقابل حصوله على مبلغ مليون فرنك فرنسي، يُدفع جزء كبير منه مسبقاً، وهو ما حصل فعلاً. وهذا ما حدا بسلطات حكومة فيصل العربية إلى اعتقاله وسوقه من مدينة الرقة إلى العاصمة دمشق. لكن الجنرال البريطاني اللنبي، الذي كان بمثابة الحاكم العسكري إلى جانب حكومة فيصل العربية، اضطر لإخلاء سبيله، بضغط مباشر من جورج بيكو، المفوض السامي الفرنسي الأول على سورية ولبنان.
قبل الزحف الفرنسي على مدينة حلب بيوم واحد (23 تموز 1920)، شهدت مخازن الأسلحة في منطقة المشهد انفجاراً ضخماً، راح ضحيته 500 من سكان المدينة المتدفقين للتسلح والدفاع عن المدينة. وتذهب المرويات إلى أن قوات بن مهيد هي التي نفذت تلك العملية، مقابل حصوله على الجزء المتبقي من المبلغ الموعود.
كان تحالف الزعيم العشائري مجحم بن مهيد مع القوات العسكرية الفرنسية، جزءاً من التنافس بينه وبين عمه حاجم بن مهيد على زعامة مشيخة الفدعان. فقد كان العم وصياً على هذه الزعامة بعد مقتل أخيه تركي بن مهيد، والد مجحم، إلى أن يكبر هذا الأخير. لكن العم بقي متمسكاً بولائه للحكومة العربية في دمشق، التي نال منها رتبة الباشوية. ولمّا اعتبر أن اتفاق أبن أخيه مع الجنرال الفرنسي دو لاموت موجهاً ضده، فقد تحالف مع الأتراك الكماليين الذين دعموه مالياً وعسكرياً لمواجهة قوات ابن أخيه المتحالف مع القوات الفرنسية.
فقط بعد أحد عشر يوماً من احتلال القوات الفرنسية مدينة حلب، وقع الجنرال دو لاموت كمندوب عن الجنرال غورو مع «البيك» مجحم معاهدة سرية، تولى بن مهيد بموجبها مهمة قائد شرطة البادية، والتي كانت تعني فعلياً مساندة قواته القوات الفرنسية لاحتلال عموم شمال وشمال شرقي سورية. لكن الاتفاقية السرية هذه، ووفق ما ورد في الوثائق الفرنسية الرسمية في ما بعد، لم تعترف بابن مهيد أميراً أو حاكماً على تلك المنطقة، بل مجرد قائد لجميع العشائر الواقعة بين مدينتي جرابلس وتل أبيض، مقابل قبوله التام بالانتداب الفرنسي والالتزام بالتعليمات العسكرية والقانونية الفرنسية، وأن تخضع قوات الهجانة التي تتكون من تابعيه للقوات والأوامر العسكرية الفرنسية، وأن يحصل على مبلغ 1000 ليرة تركية شهرياً لتغطية نفقاته الخاصة.

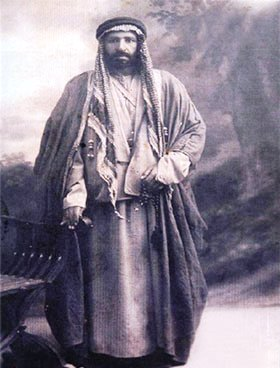
حاكم بن مهيد شيخ عنزة في حلب الذي قاوم الاحتلال الفرنسي

لكن عشيرة الفدعان عادت وانقسمت، بين فرع «الولد» الذين والوا زعامة آل مهيد، وفرع «الخرصة» الذين والوا زعامة ابن قعيشيش. وكان هذا الأخير مناهضا للنفوذ الفرنسي، لكنه لم يقاوم الاحتلال الفرنسي للسهوب الجزراوية السورية، لأنه كان يكنّ عداء مكيناً لحاجم بن مهيد، الذي كان بدوره يناهض القوات الفرنسية الحليفة لابن أخيه ومنافسه على الزعامة، مجحم.
في هذا الإطار، توصل حاجم «العم» إلى تفاهم مع الحكومة العربية في دمشق، لإعاقة الاحتلال الفرنسي للجزيرة، وذلك بهدم جسر جرابلس الشهير على نهر الفرات، مقابل حصوله على راتب قدره 3000 دينار شهرياً، وتزويده بـ800 وزنة حنطة شهرية وبـ600 بندقية. وهو الاتفاق الذي أُبرم بالأساس مع «جمعية العهد» العراقية التي عينت الضابط العراقي يوسف العزاوي مساعداً لحاجم.
أعلن حاجم بن مهيد «دولة الرقة المُستقلة» تحت الراية العربية في العاشر من آب (أغسطس) 1920، بالتعاون مع رمضان شلاش، حاكم المدينة العسكري العربي، والذي كان قائداً من قبل لثورة مدينة دير الزور ضد البريطانيين في أواخر 1919. وشكل حاجم «مجلساً وطنياً» يضم 16 شخصية.
كانت «دولة الرقة المُستقلة» تستمد سلطتها من دعم القوات الكمالية لها، إذ كانت الأخيرة تقاتل الفرنسيين في كيليكيا آنذاك. وزود محمد نهاد باشا قائد القوات الكمالية في منطقة ما بين النهرين، «دولة بن مهيد» بسرية تركية نظامية من الفرقة الخامسة للجيش التركي من مدينة أورفا (الرها) لمحاصرة القبائل «الملية» الكردية وعشائر «الفدعان» العربية الموالية لأبن أخ حاجم، المتحالف مع الفرنسيين.
بدأت الحكومة الفرنسية في «دولة حلب» مفاوضات مع حاجم بن مهيد، لأنها لم تستطع تُنفيذ أمر الجنرال غورو دخول المناطق التي تُسيطر عليها قوات حاجم بين مهيد خلال الشهور الأولى لإعلان دولته. خلال مداولات الجنرال الفرنسي دو لاموت مع شخصيات من طرف بن مهيد، عرض أن يدفع الطرف الفرنسي رواتب الجنود التابعيين لبن مهيد، وأن يُعهد لهم مُراقبة وحماية الحدود الشمالية مع تُركيا، وبقيادة حاجم بن مهيد ذاته. بالإضافة إلى مبالغ مالية طائلة.
لم تنجح المداولات، بعد رفض بن مهيد تغيير ولائه. فبدأت القوات الفرنسية بقصف الرقة اعتباراً من أيلول (سبتمبر) عام 1920، لكنها لم تستطع أن تُسيطر على المدينة، خصوصاً بعدما زودت القوات الكمالية بن مهيد بقُرابة 250 جُندياً تُركيا. لذا انحصر الهجوم الفرنسي على القصف الجوي بين فترة وأخرى.

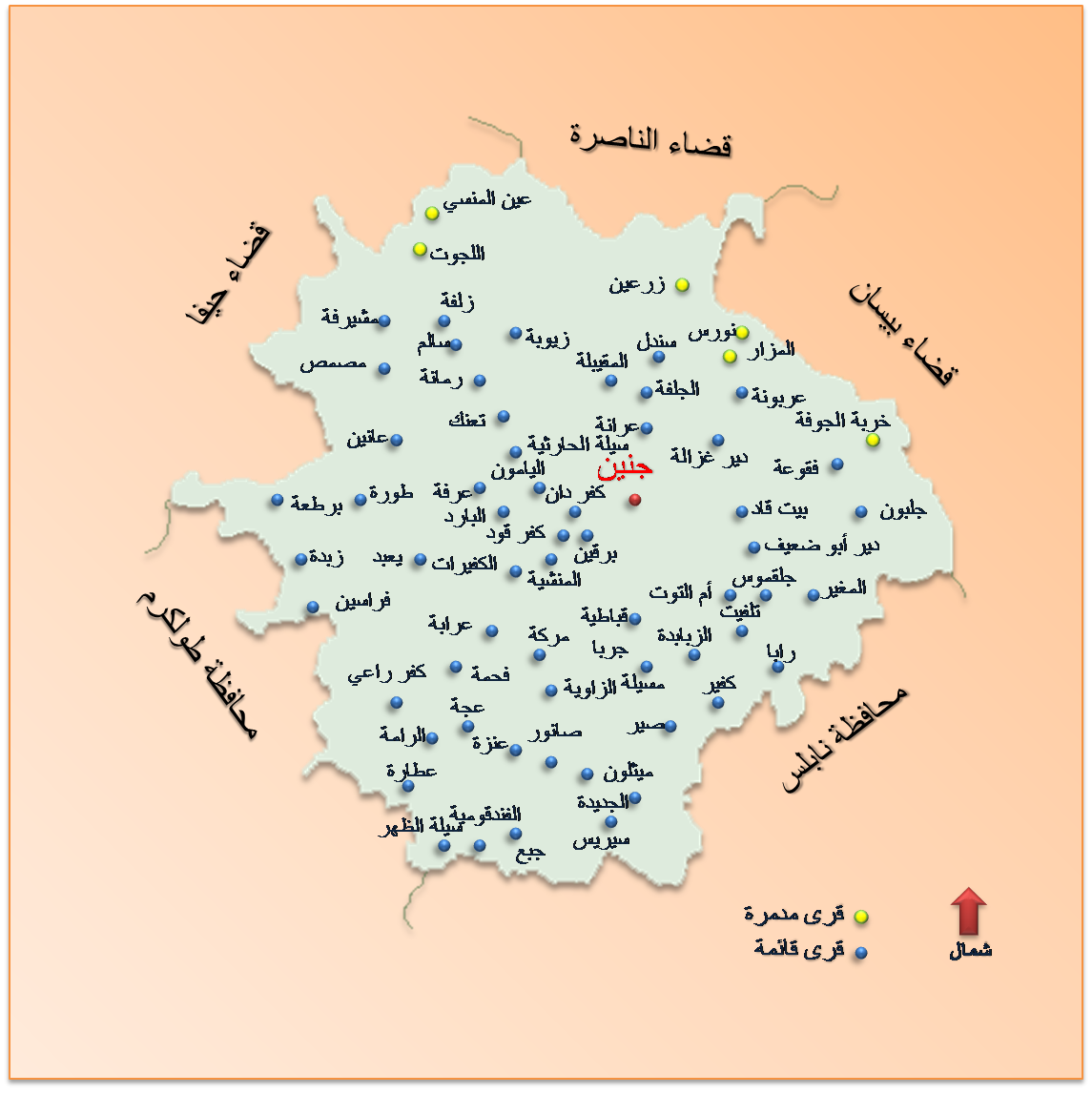
بلدة عنزة تظهر في خارطة محافظة جنين في فلسطين

زاد ذلك من ثقة حاجم بن مهيد بنفسه، وقرر أن يبدأ حملة مُضادة على الفرنسيين في مدينة حلب، بعدما كان قد تلقى الكثير من الوعود من الجانب التُركي بتلقي مُساعدات عسكرية واسعة، قد تصل لتزويده بألف مُقاتلٍ. لكن حملته لم تنجح سوى باحتلال بعض المناطق على طريق الرقة- حلب، مثل بلدة منبج. فخلال معركة مدينة حلب، لم يمده الطرف التُركي بأية مُساعدات مُباشرة، ما أدى لهزيمته وانسحابه لمدينة الرقة مجدداً.
استمر بن مهيد ضعيفاً طوال الفترة التي تلت ذلك، لأنه كان فاقداً الثقة بالجانب التُركي، ويخشى من التحالفات التي كانت السُلطات الفرنسية تحيكها مع القوى العشائرية المحلية. لكن الضربة القاصمة لمشروعه جاءت من الاتفاق السياسي بين تُركيا وفرنسا في 20-10-1921، والتي رسمت الحدود الجغرافية والسياسية بين الطرفين التُركي والفرنسي.
تناثرت أركان حُكم حاجم بن مهيد اعتباراً من ذلك الوقت، وبعد أقل من شهرين دخلت القوات الفرنسية الرقة من دون أي مقاومة تُذكر. وكانت بذلك نهاية «دولة بن مهيد» في مدينة الرقة، التي استمرت عاماً و3 شهور. ومن سُخرية القدر فإن الشيخ مجحم بن مهيد توسط عمه لدى الفرنسيين، حتى لا تتم مُحاكمته، على أن يوقع على صك الاعتراف بالانتداب الفرنسي، وهو ما تم فعلاً، وعاد حاجم بن مهيد مُجرد زعيمٍ قبلي.
كان الصراع على حُكم مدينة الرقة وقتئذ، تُحركه ثلاث ديناميكيات بالغة التداخل. فمن طرفٍ كانت فرنسا تُدرك أن حُكم الرقة هو المفتاح لحُكم منطقة الجزيرة السورية، وبالتالي التواصل مع الأجزاء الحيوية من ولاية الموصل، التي وعدت بريطانيا بأن تمنح فرنسا جزءاً من عائداتها النفطية، وكذلك سنجق دير الزور الذي كان جزءاً من الحصة البريطانية وفق اتفاقية سايكس بيكو، وكانت الموصل جزءاً من الحصة الفرنسية. لذا فإن الفرنسيين كانوا يولون اهتماماً بالغاً بمركزية مدينة الرقة، التي تُشكل نقطة تحكُمٍ في السهوب بين مدينتي حلب والموصل. متفوقة على مكانة مدينة دير الزور، التي كانت تستحوذ على ثقلٍ عشائري أقل من الرقة.
كانت الحركة الكمالية بدورها تطمح لدعم القوى المناهضة للنفوذ الفرنسي، خصوصاً العربية منها. كانت حكومة أتاتورك، المناهضة لحكومة السُلطان في إسطنبول، تتخوف من تطبيقات اتفاقية سيفيّر، التي تمنح الكُرد الحق في إجراء استفتاء عام على الاستقلال في ما لو رغبوا. كان الكماليون يتخوفون من نفوذ عائلة إبراهيم باشا المليّ، الذي كان قائداً مشهوراً لإحدى الفرق الحميدية، وأحد أهم حُلفاء السُلطان عبد الحميد، وعدواً لدوداً لقادة حزب الاتحاد والترقي، ومنهم مُصطفى كمال أتاتورك. وكانت تُركيا تعتبر أن دعم أحد الزُعماء العرب المحليين سيقضي فعلياً على نفوذ عائلة إبراهيم باشا الملي، التي كانت تُسيطر على كامل سهول الرقة حتى حدوث انقلاب «تُركيا الفتاة» الشهير على السُلطان عبد الحميد 1908. خصوصاً أن هذه العائلة الكُردية كانت استثنائية في علاقتها مع العشائر العربية والشيشانية والسريانية في كامل منطقة شمال الرقة.
طوال هذه المرحلة التي انقسمت فيها عشائر المناطق الجنوبية من الجزيرة السورية بين موالية للقوات الفرنسية، من قبائل الملية الكردية والفدعان العربية بزعامة مجحم، وبين قبائل أخرى موالية للقوات الكمالية، من قبائل شمر وعشيرة الفدعان بزعامة حاجم، وهي فترة امتدت بين 1919 و1920، تحولت تلك المناطق بؤر سلب ونهب متبادلين بين هذه العشائر، فكانت العشائر الشمرية تهاجم المواقع الملية للثأر مما كانت هذه الأخيرة قد أوقعته بعشائر شمر قبل عشرات السنوات، حينما كانت مدعومة من السلطات العثمانية، فيما بات الشمر مدعومين من القوات الكمالية. ولم يعترض على حملات النهب المنظمة تلك سوى الجنرال دولاموت، الذي وبخ مجحم واسترد منه جميع الأسلحة الفرنسية التي أودعه إياها. وفعلاً استقال بن مهيد من منصبه شبه الرسمي.
كان النهب العام المُتبادل ودينامية الهيمنة على الزعامة المحلية، من أهم الآليات التي قادت المسارات وبدلتها خلال تلك السنوات. وبمعنى ما، كان شكل علاقة هذه الزعامات المحلية مع القوى «الوطنية» والدولية في تلك الفترة يمر عبر قدرة هذه الأخيرة على تثبيت تلك الزعامات. مقابل ذلك فإن الأيدولوجيات القومية والوطنية كانت نسبية التأثير للغاية.
وكانت عملية إنشاء الحدود الحديثة للشرق الأوسط ضربة قوية لأسلوب حياة البدو للقبائل وكانت عنزة إحداها، والتي اعتادت على تربية حيواناتها في مناطق واسعة تمتد عبر العديد من الدول الحديثة.إتُخذت ترتيبات خاصة في أوائل القرن العشرين لهذه القبائل، لكن إنتهى المطاف بالغالبية العظمى إلى الاستقرار داخل هذه الدول الجديدة وحصلوا على الجنسية الكويتية أو العراقية أو اللبنانية أو السورية أو الأردنية. وغالبًا ما يتم تمييز هؤلاء القبائل الذين إستقروا مؤخرًا عن أبناء عمومتهم عن طريق الاحتفاظ بالتسميات القبلية مثل العنزي أو الرويلي كألقابهم.

## لجوء الأرمن
عام 1915 لجأ عدد كبير من شعب أرمينيا إلى بوادي الشام هربًا من العثمانيين، وكانت قبيلة عنزة أول من استقبل اللاجئين الأرمن عندما لجأوا إلى مضاربهم هربا من المجازر المعروفة باسم الإبادة الجماعية للأرمن أو مذابح الأرمن أو المحرقة الأرمنية. وهي عملية القتل الجماعي الممنهج وطرد الأرمن التي حصلت في أراضي الدولة العثمانية على يد حكومة جمعية الاتحاد والترقي خلال الحرب العالمية الأولى. مع أن مجازر متفرقة قد ارتكبت بحق الأرمن منذ منتصف العام 1914م، فإن المتفق عليه أن تاريخ بداية الإبادة هو 24 أبريل 1915م، وهو اليوم الذي جمعت فيه السلطات العثمانية مئات من المثقفين وأعيان الأرمن واعتقلتهم ورحلتهم من القسطنطينية (إسطنبول اليوم) إلى ولاية أنقرة حيث لقي أغلبهم حتفه.
نُفذت عملية الإبادة على مرحلتين وقد أمر بها الباشاوات الثلاثة بصفتها جزءاً من سياسة التتريك المفروضة بالقوة. في المرحلة الأولى قُتل الذكور البالغون جماعياً، في المرحلة الثانية، أجبرت النساء والأطفال والشيوخ، حسب قانون التهجير، على المشي في مسيرات موت حتى بادية الشام في عامي 1915 و1916م حيث تعرضوا لعمليات نهب واغتصاب وقتل دورياً، وتشير التقديرات إلى أن عدد من أجبر على هذه المسيرات يتراوح بين 800 ألف حتى 1.2 مليون أرمني وبأن 200 ألفاً منهم على الأقل كانوا لا يزالون على قيد الحياة في نهاية العام 1916م.
 وفق بعض التعريفات، فإن الإبادة تمتد أيضاً لتشمل عمليات القتل الجماعي لعشرات الألوف من المدنيين الأرمن خلال الحرب التركية الأرمنية في عام 1920م.
وبحسب النسابة عبد الله ابن عبار العنزي، أن مجموعات من الأرمن والأتراك دخلوا في حلف قبيلة عنزة، بسبب قوة القبيلة واتساع مضاربها، حيث أنها كانت بمثابة الدولة التي تمنح حق اللجوء، وعد ذلك من مفاخر قبيلة عنزة ودليل على قوتها ومنعتها، وأضاف : (فخر لقبيلة عنزة أن عناصر من رعايا الدولة التركية دخلوا في حلف القبيلة). وقال أبيات في لجوء الأرمن والأتراك للقبيلة :
وقال أيضاً عن ذلك :
وقال أبيات في لجوء الأتراك والأرمن لقبيلة عنزة بسبب الحرب:

## بطون بني عنزة
- بنو هميم بن عبد العزى[15]
- بنو جلان بن عتيك
- بنو ضور بن رزاح

### بطون عنزة اليوم
- ضنا مسلم[16][17]
  - بني وهب
    - قبائل ولد علي
    - قبائل المنابة
    - قبائل الشراعبة

  - الجلاس
    - قبائل الرولة
    - قبائل السوالمة
    - قبائل العبادلة
    - قبائل الأشاجعة
- بشّر[18][19][20][21]
  - العمارات
    - قبائل الجبل
    - قبائل الدهامشة
    - قبائل السلقا

  - ضنا عبيد[22][23]
    - قبائل السبعة
    - قبائل ولد سليمان
    - قبائل الفدعان
- الهزازنة
  - قبائل آل رشيد
  - قبائل بني هزّان[24]